# Маячевиці
Маячевиці (пол. Majaczewice) — село в Польщі, у гміні Буженін Серадзького повіту Лодзинського воєводства.
Населення — 158 осіб (2011).
У 1975-1998 роках село належало до Серадзького воєводства.

## Демографія
Демографічна структура станом на 31 березня 2011 року:
|          | Загалом | Допрацездатний вік | Працездатний вік | Постпрацездатний вік |
| -------- | ------- | ------------------ | ---------------- | -------------------- |
| Чоловіки | 87      | 19                 | 62               | 6                    |
| Жінки    | 71      | 14                 | 37               | 20                   |
| Разом    | 158     | 33                 | 99               | 26                   |